# Río Morkoka
El río Morkoka (en ruso: Река  Моркока) es un largo río ruso localizado en la Siberia, un afluente por la derecha del río Marja, afluente del río Vilyuy, a su vez, afluente por la izquierda del río Lena en su curso bajo. Tiene una longitud de 841 km y drena una cuenca de 32.400 km² (mayor que países como Bélgica o Lesoto).
Administrativamente, el río Morkoka discurre íntegramente por la república de Sajá de la Federación de Rusia.

## Geografía
El río Morkoka nace en la parte central de la meseta Vilyuy, en el límite centroccidental de la república de Sajá. Discurre en su tramo inicial en dirección SSE, para luego volverse hacia el este un corto tramo. Sigue después otra vez hacia regiones más meridionales, casi en dirección propiamente sur. Pasa por las pequeñas localidades de Andigda, Ulajan-Kiuief', Meguedzhei y Uola-Daban. Vuelve a girar hacia el este, entrando ya en su tramo final y pasando por Malikai, Kubalai y Ulgumdzhai, para desembocar por la izquierda en el río Marja, un poco más abajo de la localidad de Salkani. En todo su curso no pasa por ninguna ciudad de importancia, ya que discurre por una región llana y pantanosa.
El río está helado desde principios de octubre a finales de mayo.
Sus principales afluentes son los ríos Morkoka-Marcharata y Tangchan. 